# Bloedbaden in Wolynië en Oost-Galicië

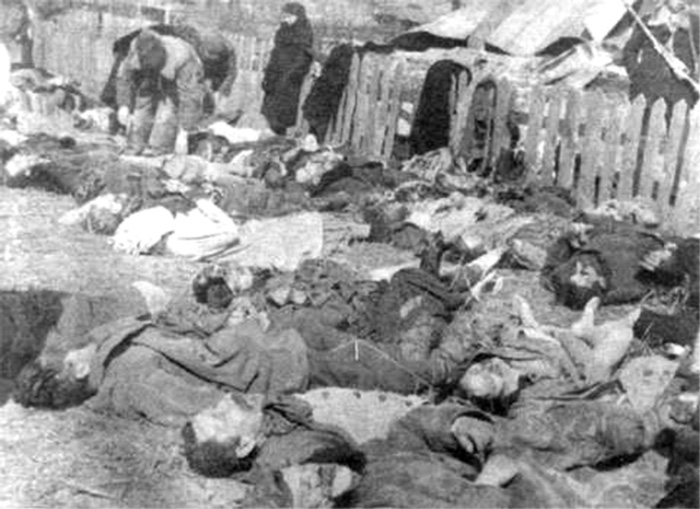
Poolse burgers als slachtoffers van het bloedbad van 26 maart 1943 gepleegd door het Oekraïense Opstandelingenleger (OePA) met de hulp van Oekraïense boeren in het dorp Lipniki

De bloedbaden in Wolynië en Oost-Galicië (Pools: Rzeź wołyńska, Oekraïense Волинська трагедія) waren bloedbaden onder de Poolse bevolking in de voormalige Poolse oostelijke gebieden door het Oekraïense Opstandelingenleger (OePA) tijdens de Tweede Wereldoorlog. De bloedbaden in Wolynië en Oost-Galicië hielden rechtstreeks verband met het nationalistische beleid van de Organisatie van Oekraïense Nationalisten (OOeN) en haar militaire vleugel, de OePA, die streefden naar de eliminatie van de niet-Oekraïense bevolking ten gunste van een toekomstige puur Oekraïense staat. De moordpartijen op de Poolse burgerbevolking die de OePA van 9 februari 1943 tot het einde van de oorlog in de onder Duitse controle staande gebieden van Polen en Oekraïne uitvoerde, namen de vorm aan van etnische zuiveringen.    
Afhankelijk van de bron werden bij de bloedbaden 50.000 tot 80.000 of ongeveer 100.000 Polen vermoord door Oekraïense nationalisten. Ook Oekraïners (met ongeveer 10.000 tot 15.000 doden), Joden en andere lokale etnische groepen werden getroffen.

## Voorgeschiedenis
Galicië en Wolynië, in de middeleeuwen delen van het vorstendom Galicië-Wolynië, stonden sinds het einde van de 14e eeuw onder de heerschappij van het koninkrijk Polen en het grootvorstendom Litouwen en na de eenwording van beide landen en de oprichting van de Pools-Litouwse adelsrepubliek in de Unie van Lublin in 1569 onder het Pools-Litouwse Gemenebest. Pas bij de Poolse Delingen in de 18e eeuw werden beide gebieden gescheiden. Galicië kwam onder de Habsburgse monarchie, Wolynië onder het keizerrijk Rusland.

### Oost-Galicië en Wolynië in de Tweede Poolse Republiek

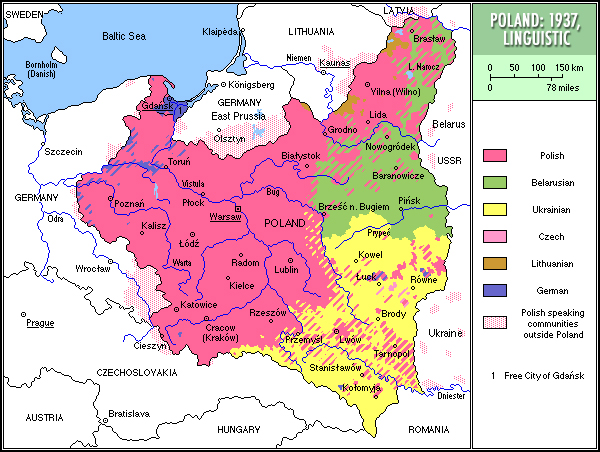
Verdeling bij benadering van etnische groepen en talen in de Tweede Poolse Republiek

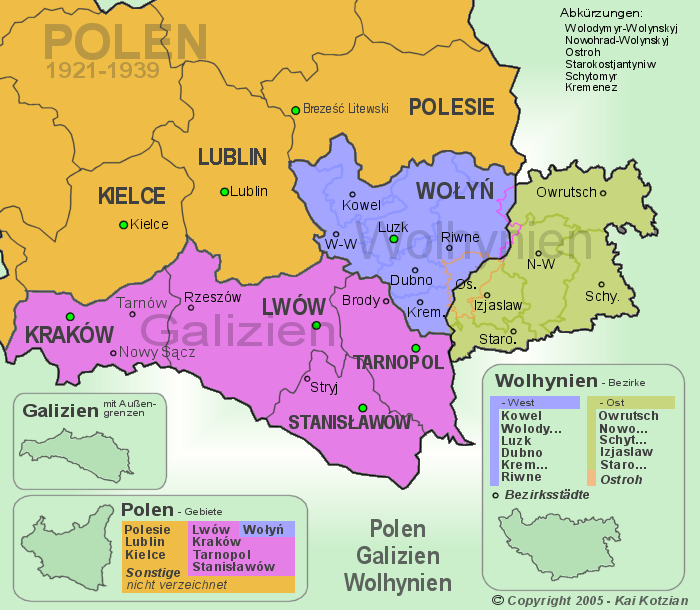
Wolynië en Oost-Galicië als delen van de Tweede Poolse Republiek

Zowel Oekraïners als Polen probeerden de nederlaag van de Centrale Mogendheden in de Eerste Wereldoorlog en de daarmee gepaard gaande ontbinding van Oostenrijk-Hongarije te gebruiken om natiestaten te vormen. Die van de 14 november 1918 tot Pools staatshoofd benoemde Józef Piłsudski had aanvankelijk de oprichting voor ogen van een Slavische confederatie die zich uitstrekte van de Oostzee tot de Zwarte Zee, genaamd Międzymorze (Pools voor "Tussen de Zeeën"), die de facto een vernieuwing van de oude Pools-Litouwse adelsrepubliek zou zijn geweest. Het concurrerende nationalisme van de Slavische volkeren zorgde er echter voor dat dit project al vroeg mislukte en uiteindelijk ontstond de Poolse nationale staat, waarvan de oostgrens (in het Pools Kresy) nog niet vaststond en waarvan de territoriale aanspraken conflicteerden met die van de Oekraïners en het opkomende Sovjet-Rusland. 
In Galicië, waar de nationale Oekraïense strijdkrachten zich veel eerder hadden georganiseerd en de opbouw van de natie verder gevorderd was dan in het door Rusland gecontroleerde deel van Oekraïne, werd op 13 november 1918 de West-Oekraïense Volksrepubliek (Oekraïens: Західноукраїнська Народна Республіка) uitgeroepen met Lviv als hoofdstad. Plotseling volledig op eigen kracht angewezen was het niet in staat zich militair te handhaven tegenover de Tweede Poolse Republiek in de Pools-Oekraïense Oorlog, die kort daarna uitbrak en tot de zomer van 1919 duurde. De vorming van een Oekraïense natiestaat mislukte ook in het deel van Oekraïne dat tot Rusland behoorde, in de nasleep van de Russische Burgeroorlog, de Oekraïens-Sovjetoorlog en de Pools-Russische Oorlog. Op de 18e maart 1921, werd met de ondertekening van de Vrede van Riga de oostgrens van Polen opnieuw gedefinieerd. De gebieden ten oosten van de Westelijke Boeg, die niet door een meerderheid van Polen werden bewoond, werden onderdeel van de Tweede Poolse Republiek. 
Het westelijke deel van Wolynië, dat nu binnen de grenzen van de Poolse staat lag, omvatte ongeveer 36.000 km², Oost-Galicië ongeveer 47.000 km². Destijds woonden er ongeveer 2,3 miljoen mensen in Wolynië, waarvan er slechts zo’n 350.000, oftewel iets minder dan 17% van de totale bevolking bestond uit Polen. 70 % van de bevolking beschjouwde zichzelf als Oekraïners, naast 10 % Joden. De etnische situatie was zeer vergelijkbaar in Oost-Galicië, waar de Poolse bevolkingsgroep met 25 % en 10 % joden naast 64 % Oekrainers slechts een, wel is waar grote, minderheid vormden. De Poolse regering probeerde deze numerieke onevenwichtigheid te compenseren door Poolse boeren in beide gebieden te vestigen. Landen van de grote Poolse grootgrondbezitters werden aan hen overgedragen en er werd financiële steun verleend. Hoewel Oekraïense boeren ook profiteerden van de verdeling van het Poolse grootgrondbezit, waren andere maatregelen van de Poolse regering, zoals de invoering van de Poolse taal in orthodoxe kerkdiensten, de inperking van het Oekraïense schoolsysteem, de onderdrukking van politieke bewegingen en de arrestatie van talrijke activisten, een oorzaak van een toename van het ongemak en de haat onder de Oekraïners. 
De Oekraïners van Galicië gingen al snel over tot openlijk verzet tegen de Poolse politiek, hetgeen in de jaren twintig uitgroeide tot een echte kleine oorlog waarin Poolse landgoederen in brand werden gestoken en sabotagedaden en aanvallen op Poolse politici werden gepleegd.  
In 1929 werd in Wenen de Organisatie van Oekraïense Nationalisten (OOeN) opgericht, die talloze aanhangers vond, vooral onder de jeugd van Galicië. Onder kolonel Jevhen Konovalets werd het uitgebreid tot een gedisciplineerde militaire ondergrondse beweging die vanaf 1930 terroristische aanslagen uitvoerde op Poolse instellingen, functionarissen en landeigenaren, evenals op Oekraïners die met de Polen samenwerkten. De Poolse staat reageerde met verdere arrestaties en een aanscherping van haar nationaliteitenbeleid. Tot het begin van de Tweede Wereldoorlog was het Poolse beleid jegens Oekraïners en andere minderheden echter niet in staat de Poolse dominantie te consolideren, noch van de Oekraïense meerderheid loyaal aan de Poolse Republiek geïntegreerde burgers te maken.

### Sovjet-heerschappij
Na de Duitse aanval op Polen in 1939 werd de Tweede Poolse Republiek verdeeld volgens de invloedssferen die waren gedefinieerd in het geheime aanvullende protocol van het Duits-Sovjet-niet-aanvalsverdrag. Oost-Galicië en Wolynië vielen, net als de andere woiwodschappen van Oost-Polen, onder Sovjetbezetting. De nieuw gewonnen gebieden werden consequent geïntegreerd in het Sovjetsysteem. De belangrijkste sectoren van de economie werden genationaliseerd en de vertegenwoordigers van de oude elites werden gearresteerd en gedeporteerd. Omdat deze maatregelen vooral Polen troffen en de Oekraïense boeren aanvankelijk profiteerden van de onteigening en verdeling van Poolse grootgrondbezit, stonden deze aanvankelijk positief tegenover de Sovjets. De collectivisering van de landbouw die in 1940 begon en de rigoureuze onderdrukking van alle Oekraïense natiestaataspiraties veroorzaakten echter een stemmingsverandering en een toenemende desillusie onder brede lagen van de bevolking. De Oekraïense nationale intelligentsia vestigde steeds meer hoop op de OOeN, de enige anti-Sovjetmacht die erin was geslaagd ondergronds te blijven voortbestaan. Na 1933 raakte het echter steeds meer verbonden met het nationaalsocialistische Duitsland en na de moord op zijn leider Jevhen Konovalets in 1940 splitste het zich op in "Melnykisten" en"Banderisten". De eerstgenoemden, OOeN-M genoemd, waren de voornamelijk emigrantenvolgelingen van kolonel Andri Melnyk, terwijl de laatstgenoemden, OOeN-B genoemd, de volgelingen waren van Stepan Bandera in Galicië, welke pleitte voor de gewapende strijd voor de Oekraïense staat. 

### Duitse bezetting
Met de Duitse aanval op de Sovjet-Unie in juni 1941 wisselden beide gebieden opnieuw van bezetter. Tot de bevrijding door het Rode Leger in september 1944 stond Oost-Galicië onder Duits bestuur als onderdeel van het Generaal-gouvernement en Wolynië als onderdeel van het Rijkscommissariaat Oekraïne. Na de ervaringen met het korte Sovjetregime wekte de Duitse invasie aanvankelijk bij veel Oekraïners de hoop dat de situatie zou verbeteren. Een flink aantal leden van de nationaal georiënteerde Oekraïense intelligentsia zagen de Duitsers als hun bevrijders en geloofden dat de verwezenlijking van hun droom van een Oekraïense staat nu op handen was. Twee door de OOeN opgerichte militaire eenheden, Roland en Nachtigall, waren met de Wehrmacht Oekraïne binnengevallen, en op 30 juni 1941 riepen leden van de OOeN-B in Lviv een onafhankelijke Oekraïense staat uit. De Duitse zijde reageerde echter op deze proclamatie door Bandera en zijn medestrijders te arresteren en naar het concentratiekamp Sachsenhausen te sturen. 
Ondanks deze maatregel was er op veel niveaus sprake van een relatief goede samenwerking met de Oekraïners, vanwege de verregaande terughoudendheid van de Duitse bezetter. Ze gebruikten de hun geboden vrijheid voor een verscheidenheid aan nationaal-culturele activiteiten, bliezen hun schoolsysteem nieuw leven in en slaagden er vooral in Oost-Galicië in talloze posities te vervullen in het lokale bestuur en in de door de Duitsers opgerichte Oekraïense hulppolitie-eenheden. De namen voor deze eenheden, gerekruteerd uit de lokale bevolking, liepen uiteen. In het zuiden van de door Duitsland bezette Sovjet-Unie sprak men gewoonlijk over Hilfspolizei, maar in het Heeresgebiet Mitte sprak men over Ordnungsdienst. Nadat de politieorganisatie (en vooral de politieafdelingen) volledig was gevestigd in de bezette oostelijke gebieden, kwam de hulppolitie, nu officieel de Schutzmannschaft genoemd, onder de verantwoordelijkheid van de SS en het politieapparaat. Als leden van deze laatste waren de Oekraïners vanaf het allereerste begin betrokken bij de uitroeiing van de Joden als een van de belangrijkste etnische groepen van het land.
De requisities van de Duitsers, het behoud van de door veel Oekraïners gehate collectieve boerderijen, die nu voor de Duitse oorlogseconomie moesten werken, de massale gedwongen rekrutering van Oekraïners als Ostarbeiter en hun deportatie naar Reichsgebied, evenals de arrestaties en schietpartijen van functionarissen en leden van beide OOeN-facties verminderden aan Oekraïense zijde snel de bereidheid om met de Duitsers in het Reichscommissariaat te blijven samenwerken.  
In het voorjaar van 1942 richtte Taras Borovets, een langdurige Oekraïense ondergrondse strijder, in Polesië en Wolynië gevechtseenheden op die zichzelf het Oekraïense Opstandelingenleger (OePA) noemden. Deze bestonden uit gedeserteerde Oekraïense hulptroepen, politieagenten, dienstplichtige Oekraïense jongeren, maar ook voormalige leden van het Rode Leger. Eind 1942 maakte de OePA, die aanvankelijk betrekkingen onderhield met beide vleugels van de OOeN, zich ondergeschikt aan de radicalere Bandera-vleugel van de OOeN, die op haar beurt ook was begonnen met het opzetten van gevechtseenheden. Halverwege 1943 kreeg de OOeN-B geleidelijk de controle over alle andere gewapende Oekraïense eenheden in het noordwesten van Oekraïne. Tegen die tijd had de OOeN-B al een duidelijk standpunt ingenomen tegen de Duitsers, en in een pamflet uit februari 1943 maakte zij haar leden duidelijk dat "Oekraïne... momenteel gevangen zit tussen de hamer en het aambeeld van twee vijandige imperialisten, Moskou en Berlijn." Hieruit werd de "onherroepelijke eis voor het Oekraïense volk… de strijd tegen beide imperialismen" afgeleid. 
Terwijl de OOeN/OePA in het Reichskommissariaat Oekraïne eind 1942/begin 1943 een ondergrondse oorlog begon, in de eerste plaats gericht tegen de Sovjet-partizanen die hier actief waren en pas in de tweede plaats tegen de Duitse instellingen en strijdkrachten, bleef de Oekraïens-Duitse relatie in Oost-Galicië lange tijd ongestoord. Een teken hiervan was dat de Duitsers in 1943 ongeveer 80.000 Oekraïense vrijwilligers wisten te rekruteren, van wie er ongeveer 17.000 naar de 14. Waffen-Grenadier-Division der SS gingen, dat halverwege dat jaar werd opgericht.  

## Bloedbaden
Sinds de herfst van 1939 waren er van Oekraïense zijde al aanvallen op Poolse burgers geweest, die in de daaropvolgende jaren steeds heviger werden. In 1942/43 werd in OOeN/OePA-kringen de wens om de Poolse bevolking uit te roeien sterker. Op 9 februari 1943 vermoordde de OePA, onder leiding van Hryhori Perehynjak, ongeveer 150 mensen in het dorp Parośla in de regio Sarny, in wat wordt beschouwd als het eerste georganiseerde bloedbad. De volgende bloedbaden vonden voornamelijk plaats in de regio's Kostopil en Sarny in maart 1943 en in de gebieden Kremenets, Rivne, Doebno en Lutsk in april 1943. Alleen al tussen eind maart en begin april 1943 werden 7000 ongewapende mannen, vrouwen en kinderen door de OePA vermoord. In Lipniki (ongeveer 270 km ten zuidwesten van Kostopil) werden in maart 1943 minstens 179 mensen afgeslacht door de OePA onder bevel van Ivan Lytvyntsjoek. In de nacht van de 22e op de 23e april 1943 kwamen 600 Polen om toen het dorp Janowa Dolina afbrandde. In mei 1943 verspreidden de bloedbaden zich in Dubień, Zdołbunów en Sarny en in juni 1943 vonden ze vooral plaats in de gebieden rond Lutsk en Zdołbunów. 
De bloedbaden bereikten hun hoogtepunt in juli en augustus 1943. De commandant van de OePA-Noord-groep, Dmytro Kljatsjkivsky, verklaarde in 1943 in een richtlijn dat het doel was om alle "Poolse elementen" te liquideren. Hoewel aanvankelijk alleen alle mannelijke Poolse inwoners van deze gebieden tussen de 16 en 60 jaar oud zouden worden vermoord, waren de slachtoffers van de bloedbaden voornamelijk Poolse vrouwen en kinderen. De Oekraïners hoopten dat ze door de Polen uit te schakelen hun toekomstige claim op Wolynië konden versterken. Bovendien werden de rellen gezien als een wraakactie voor bloedbaden door Poolse nationalisten tegen Oekraïense burgers die in 1942 hadden plaatsgevonden. 
Van 1942 tot het einde van de oorlog werden alleen al in Wolynië naar schatting 50.000 tot 60.000 Polen gedood. Samen met andere gebieden van Oekraïne werden mogelijk tot 100.000-300.000 mensen door Oekraïense nationalisten gedood, en 485.000 mensen werden tot vluchtten gedwongen. De bloedbaden bereikten hun hoogtepunt op de zogenaamde Bloedzondag van 11 juli 1943. Op die dag vielen honderden OePA-troepen, "gesteund door de Oekraïense burgerbevolking, honderd Poolse dorpen aan. […] Mensen werden tijdens de Heilige Mis in de kerken vermoord. Veel priesters werden vlak bij het altaar met zeisen in stukken gesneden." "Inwoners werden vermoord in kerken, met geweld uit hun huizen gehaald en op verschillende manieren gemarteld." 
Deze massamoorden op de Poolse bevolking, die aan Poolse zijde het "Wolynische bloedbad" (rzeź wołyńska) en aan Oekraïense zijde de "Wolynische tragedie" (Волинська трагедія) worden genoemd, vonden plaats ongeacht leeftijd en geslacht. De hoofdverantwoordelijkheid voor de terreur lag bij de Bandera-OOeN. Ook de Oekraïense en Poolse Schutzmannschaften (militair georganiseerde hulptroepen van de politie), georganiseerd en gecontroleerd door de Duitsers, mengden zich aan beide kanten in het conflict.
Bij de wreedheden werden niet alleen vuurwapens, maar ook bijlen, pieken, messen en hooivorken gebruikt om de Poolse bevolking te vermoorden. Ongeacht hun leeftijd en geslacht werden de slachtoffers vaak doodgemarteld, nederzettingen in brand gestoken en werden de steden vaak 's nachts of bij zonsopgang verrast, zoals tijdens het bloedbad in Janowa Dolina. Kerken werden tijdens katholieke diensten meermalen aangevallen. In zijn boek No Simple Victory beschrijft de Britse historicus Norman Davies hoe hele dorpen werden platgebrand, katholieke priesters met bijlen werden gehakt of gekruisigd en afgelegen boerderijen werden aangevallen door met messen en hooivorken gewapende groepen. Kelen van slachtoffers werden doorgesneden, zwangere vrouwen en kinderen werden gespietst of in stukken gehakt, mannen werden in hinderlagen gelokt en vermoord.

### Beschermingszones en zelfverdedigingsgroepen
Als gevolg van de aanhoudende Oekraïense aanvallen werden talloze beschermingszones en zelfverdedigingsgroepen gevormd om de Poolse burgerbevolking te beschermen tegen aanvallen van de Oekraïners.
De Poolse burgerbevolking probeerde onderdak te vinden in grotere nederzettingen en in bossen, waar ze uiteindelijk steun vonden van het Poolse Binnenlandse Leger. In deze context werden een alomvattend alarm- en communicatiesysteem en zelfverdedigingsverbonden georganiseerd, die volgens het bevel van kolonel Kazimierz Damian Bąbiński van 17 mei 1943 tot doel hadden de Poolse burgerbevolking te beschermen, maar noch met Sovjet- of Duitse eenheden mee te werken, noch dezelfde brutale Oekraïense moordmethoden te gebruiken. De eerste beschermingszones omvatten o.a. de dorpen Jeziory, Szachy, Komary en Dubrowica. Er werden onder meer beschermingszones ingesteld in Beresteczko, Stara Huta, Lipniki, Ostrowsk, Powrosk, Worczyn en Zagaje. Vaak waren het echter de bewoners van de kleinere zones die het slachtoffer werden van de Oekraïners, omdat ze de grotere beschermingszones of steden niet meer konden bereiken. 
In totaal werden meer dan 100 beschermingszones gevormd, waarvan er meer dan 40 de Oekraïense aanvallen niet konden weerstaan, waardoor hun inwoners werden vermoord. Een bekend voorbeeld van een zelfverdedigingscentrum is de stad Huta Stepańska, die van 16 tot 18 juli 1943 door Oekraïners werd aangevallen en waarbij ruim 600 Polen werden gedood. 
Ook de stad Przebraże was een bekend beschermingsgebied, dat aanvankelijk onderdak bood aan ongeveer 2.000 en later aan ruim 20.000 mensen. Het werd opgericht onmiddellijk na de aanvallen op de dorpen Taraż en Marianówka op 12 maart 1943 door 500 OePA-soldaten in het district Lutsk. In Przebraże bouwde de bevolking talloze beschermende bunkers, barricades en vijvers om de Oekraïense aanvallers af te schrikken, en er werden zeven infanterie- en een cavaleriecompagnie van meer dan 100 mensen gevormd. In tegenstelling tot veel andere steden kon de bevolking in Przebraże de talrijke Oekraïense aanvallen grotendeels afwijzen. 

### Poolse wraakacties
Leden van het Poolse Binnenlandse Leger (Armia Krajowa, AK) reageerden op de bloedbaden van de OePA met verdere represailles tegen de Oekraïense bevolking in zelfverdedigingseenheden. Ze organiseerden de platbranding van Oekraïense dorpen en de massamoord op de bewoners die daar woonden. De AK rechtvaardigde deze terreurcampagne door te verklaren dat zij wraak zou nemen voor soortgelijke bloedbaden gepleegd door de Oekraïense nationalisten. Het Poolse Binnenlandse Leger zette, samen met de Poolse politie, Polen ook aan om hun Oekraïense buren aan te vallen en te beroven. Eén geval is het bloedbad in Sahryń op 10 maart 1944 in West-Wolynië. Een ander voorbeeld is het latere bloedbad in Wierzchowiny, Gmina Siennica Różana, op 6 juni 1945. 
De situatie escaleerde zo erg dat ook de Sovjet-autoriteiten geschokt waren. Op 14 maart 1945 lieten de Sovjet-Oekraïense autoriteiten Moskou weten dat NKVD-grenspolitie-eenheden berichten hadden ontvangen dat Poolse overheidsinstanties en militaire eenheden de Oekraïense bevolking terroriseerden, deelnamen aan massamoorden op Oekraïners, hun huizen of zelfs hele dorpen in brand staken en hen beroofden van hun eigendommen en vee. 
Volgens schattingen werden 10.000 tot 15.000 Oekraïners het slachtoffer van de vergeldingsacties tegen de Oekraïense bevolking door Poolse partizanen. 

## Nasleep

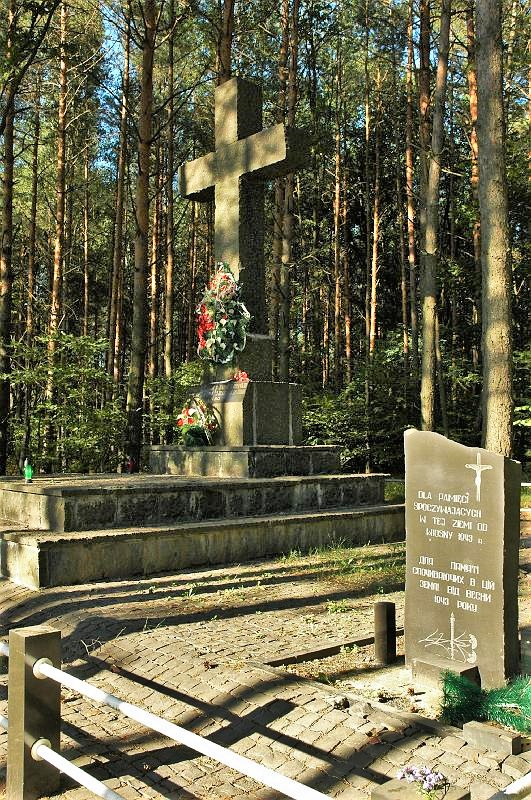
Monument voor vermoorde Polen in Janowa Dolina

De perceptie van de bloedbaden in Wolynië verschilt in Polen en Oekraïne. Veel Polen beschouwen de gebeurtenissen in Wolynië als genocide. In Oekraïne bestaat er een overheersende tendens om de tragedie van Wolynië (de gebruikelijke term daar) zonder schuld toe te geven te plaatsen in de bredere context van de moeilijke Pools-Oekraïense betrekkingen vóór 1939 en tijdens de Tweede Wereldoorlog. De OePA wordt in Oekraïne vooral gezien in verband met de strijd voor onafhankelijkheid van de Sovjets. De donkere kanten van de geschiedenis van deze organisatie zijn in Oekraïne minder bekend. 
Op 11 juli 2003 vond in Pavlivka een herdenking van het 60-jarig jubileum plaats. Tijdens de verjaardag van de bloedbaden riepen de presidenten van Polen en Oekraïne, Kwaśniewski en Koetsjma, gezamenlijk op tot verzoening.
In Oekraïne werden historisch controversiële figuren herhaaldelijk publiekelijk geëerd, wat de Pools-Oekraïense betrekkingen onder druk bleef zetten. In 2011 riep de Oekraïense stad Ternopil bijvoorbeeld op tot een jaar van herdenking van Dmytro Kljatsjkivsky, die door Poolse en buitenlandse partijen grotendeels verantwoordelijk wordt gehouden voor de escalatie van het Pools-Oekraïense conflict. Nadat Viktor Joesjtsjenko de controversiële Roman Sjoechevytsj in 2007 de eretitel "Held van Oekraïne" gaf, werd begin 2010 ook Stepan Bandera postuum met deze titel geëerd. Onder meer de Poolse regering, het Simon Wiesenthal Centrum en het Europees Parlement protesteerden tegen dit besluit, welke enige tijd later door de nieuwe president Viktor Janoekovitsj werd teruggedraaid. Hoewel de OePA, die verantwoordelijk was voor de bloedbaden, vooral in West-Oekraïne nog steeds wordt verheerlijkt, is in het oosten en zuiden van het land de afwijzing ervan sterk.  
In een resolutie over het bloedbad, door het Poolse parlement op 12 juli 2013 aangenomen, werden de gewelddaden veroordeeld als "etnische zuiveringen met kenmerken van genocide". 
Het Oekraïense parlement, de Verchovna Rada, verklaarde de leden van het Oekraïense opstandelingenleger in april 2015 officieel tot onafhankelijkheidsstrijders. 
Volgens het Poolse Instituut voor Nationale Herdenking (Instytut Pamięci Narodowej, IPN) vertonen de bloedbaden in Wolynië en Oost-Galicië alle kenmerken van genocide, zoals beschreven in het Verdrag inzake de preventie en bestraffing van genocide uit 1948, aangenomen door de Algemene Vereniging van de Verenigde Naties, en gedefinieerd als een daad "begaan met de bedoeling een nationale, etnische, raciale of religieuze groep als zodanig geheel of gedeeltelijk te vernietigen."  
Dienovereenkomstig classificeerde de Senaat van de Republiek Polen in haar besluit van 7 juli 2016 de bloedbaden als genocide en de Sejm omschreef op 22 juli 2016 de gebeurtenissen ook als genocide. Beide resulteerden in kritische uitspraken in Oekraïne. President Petro Porosjenko uitte zijn teleurstelling, en het hoofd van het Oekraïense Instituut voor Nationale Herdenking zag het Sejm-besluit als "een resultaat van groeiende anti-Oekraïense hysterie" in Polen. 
Begin januari 2017 werd een in 2005 in het voormalige dorp Huta Pieniacka in de oblast Lviv opgericht gedenkteken voor de 600 tot 900 Polen en Joden die daar op 28 februari 1944 werden vermoord, door onbekende personen opgeblazen. Op het stenen kruis en de twee stenen platen van het monument, dat was ingehuldigd in aanwezigheid van de toenmalige Poolse en Oekraïense presidenten Kaczyński en Janoekovitsj, hadden de daders de vlaggen van Oekraïne en de OePA en SS-runen aangebracht. Het Poolse ministerie van Buitenlandse Zaken eiste dat de daders zouden worden gestraft, wat van Oekraïense kant verzekerd werd.
In juli 2023 herdachten de Oekraïense president Volodymyr Zelensky en zijn Poolse tegenhanger Andrzej Duda het bloedbad voor de eerste keer als staatshoofden van beide landen. Een kerkdienst ter gelegenheid van de 80e verjaardag van het bloedbad werd door beiden bijgewoond. Kerkvertegenwoordigers uit Polen en Oekraïne riepen op tot verder onderzoek naar de misdaden. 
- Library of Congress Control Number: sh2018001832
- Nationale Bibliotheek van Tsjechië: ph1002012
- Nationale Bibliotheek van Israël: 987012408571005171